# المسرى التسلسلي العام الحي

سطح مكتب أوبونتو يعمل على يو إس بي الحي.

المسرى التسلسلي العام الحي أو الناقل التسلسلي العام الحي (بالإنجليزية: Live USB)‏ هو القيام بتثبيت نظام نشغيل كامل على أجهزة تخزين مثل الفلاش يو إس بي . يمكن استخدام هذه الطريقة لإقلاع عدد من الأنظمة كتوزيعات لينكس .